# Rhytidoponera koumensis
Rhytidoponera koumensis är en myrart som beskrevs av Ward 1984. Rhytidoponera koumensis ingår i släktet Rhytidoponera och familjen myror. Inga underarter finns listade i Catalogue of Life.